# توم ديسانتو
توم ديسانتو (بالإنجليزية: Tom DeSanto)‏ هو كاتب سيناريو وممثل أمريكي، ولد في 1968 في الولايات المتحدة.

## أعمال

### أفلام
- (2000) رجال-إكس[4][5]
- (2007) المتحولون
- (2009)  ثأر الهاوي[6][7][8][9][10]
- (2011)  الجانب المظلم للقمر[11][12][13][14]
- (2014)  عصر الانقراض
- (2017)  آخر فارس[15][16]
- (2018) بامبلبي[17]

## وصلات خارجية
- توم ديسانتو على موقع IMDb (الإنجليزية)
- توم ديسانتو على موقع بوكس أوفيس موجو (الإنجليزية)
- توم ديسانتو على موقع قاعدة بيانات الفيلم (الإنجليزية)